# Midouze
Midouze – rzeka we Francji, przepływająca przez teren departamentu Landy, o długości 43 km. Powstaje z połączenia rzek Midou i Douze. Stanowi prawy dopływ rzeki Adour.